# سیارک ۸۰۸۳
سیارک ۸۰۸۳ (به انگلیسی: 8083 Mayeda، نامگذاری:1988VB) هشت هزار و هشتاد و سومین سیارک کشف شده‌است که در ۱ نوامبر ۱۹۸۸ کشف شد.
قدر مطلق سیارک برابر ۱۳٫۲۰ است.